# Педченко, Григорий Николаевич
Григорий Николаевич Педченко (укр. Григорій Миколайович Педченко, род. 3 января 1955) — украинский государственный деятель, советский и украинский военачальник. Генерал-полковник (2010).

## Образование
- 1979 год — Московское высшее военное командное училище имени Верховного Совета РСФСР.
- 1988 год — Военная академия имени М. В. Фрунзе.
- 1996 год — оперативно-стратегический факультет Академии Вооружённых Сил Украины.

## Карьера
- После прохождения в 1973—1975 годах срочной военной службы в Вооружённых силах СССР, поступил в Московское высшее общевойсковое училище им. Верховного Совета РСФСР.
- С 1980 по 1985 год — проходил службу в должностях командира мотострелкового взвода, командира мотострелковой роты и начальника штаба мотострелкового батальона.
- С 1988 по 1993 год — проходил службу в должностях командира мотострелкового батальона Группы советских войск в Германии, первого заместителя командира мотострелкового полка, а затем и командира мотострелкового полка Западной группы войск.
- В 1993 году остался служить в Вооружённых силах Украины
- С 1993 по 1994 год — командир механизированной бригады Прикарпатского военного округа.
- С 1996 по 1998 год — командир 72-й механизированной дивизии Северного оперативного командования Сухопутных войск Вооружённых сил Украины.
- С 1998 по 2000 год — инспектор Сухопутных войск — заместитель Главного инспектора Министерства обороны Украины.
- С 2000 по 2002 год — командующий 8-го армейского корпуса Северного оперативного командования.
- С 2002 по 2003 год — начальник штаба — первый заместитель командующего войсками Северного оперативного командования Сухопутных войск Вооружённых сил Украины.
- С 2003 по 2005 год — командующий войсками Южного оперативного командования Сухопутных войск Вооружённых сил Украины.
- В 2005 году уволен из Вооружённых сил Украины, в звании генерал-лейтенант запаса.
- С 2006 по 2010 год — депутат Одесского областного Совета.
- С 31 марта по 31 мая 2010 года — первый заместитель Министра обороны Украины.
- С 31 мая 2010 по 18 февраля 2012 года — начальник Генерального штаба — Главнокомандующий Вооружёнными силами Украины[1].

## Воинское звание
- генерал-полковник (20 августа 2010 года)[2]

## Награды
- орден «За службу Родине в Вооруженных силах СССР» ІІ-й и ІІІ-й степеней
- медалями Министерства обороны Украины.